# Iris albomarginata
Iris albomarginata är en irisväxtart som beskrevs av Robert Crichton Foster. Iris albomarginata ingår i släktet irisar, och familjen irisväxter. Inga underarter finns listade i Catalogue of Life.